# Bart Kaëll
Bart Kaëll, artiestennaam van Bart Marcel Emilienne Gyselinck (Oudenaarde, 2 augustus 1960), is een Vlaamse zanger. Hij scoorde in Vlaanderen grote hits met nummers als La Mamadora (1986), De Marie Louise (1990), Zeil je voor het eerst (1990) en Mooi weer vandaag (1993). 

## Biografie
Kaëll studeerde aan de Studio Herman Teirlinck in Antwerpen. Zijn eerste ervaring deed hij op in de kustshows van Luc Appermont. In 1982 nam hij deel aan de Baccarabeker, waar hij de publieksprijs won. Een jaar later deed hij met het nummer Symfonie mee aan de Belgische preselectie voor het Eurovisiesongfestival en eindigde daarbij op de vierde plaats. Nadien gaf hij nog enkele singles uit. In 1986 behaalde Kaëll zijn eerste grote succes met het nummer La Mamadora. De vrolijke zomerhit stond wekenlang op de eerste plaats in de Vlaamse top 10. Een jaar later probeerde hij opnieuw om voor België naar het Eurovisiesongfestival te gaan, dit keer met het nummer Carrousel. Hij werd echter nipt verslagen door Liliane Saint-Pierre. 
In 1990 scoorde Kaëll in Vlaanderen grote hits met De Marie Louise, Duizend terrassen in Rome en Zeil je voor het eerst. Dit laatste nummer bereikte de tweede plaats in de Ultratop 50. In de jaren hierna bleef hij met succes veel singles uitbrengen, waaronder Love me forever, Marlene, Mooi weer vandaag en Samen in de zon (een cover van het nummer Nord Sud Ovest Est van 883). In 1995 zong hij op instigatie van zijn toenmalige manager het door Peter Koelewijn geschreven lied Prinses.
Kaëll presenteerde op de Vlaamse televisiezender VTM de programma's de VTM-Mini-playback-show, de Soundmixshow en het Rad van Fortuin. Intussen bleef hij muziek maken. In 1997, toen Rad van Fortuin niet meer werd uitgezonden, kreeg Kaëll opnieuw meer tijd voor zijn zangcarrière. Hierop volgden verschillende singles en cd's.
Op de Annes Vlaamse Muziek Awards van 2013 kreeg Kaëll een gouden plaat voor 30 jaar carrière. In 2013 werd hij opgenomen in de Radio 2-eregalerij.
In 2017 behaalde Kaëll met zijn album In 't nieuw voor het eerst een notering in de Nederlandse Album Top 100. Een jaar later maakten hij en zijn echtgenoot Luc Appermont voor het eerst samen een tournee langs de Vlaamse theaters onder de titel Bart & Luc intiem. Ondertussen bleef Kaëll een veelgevraagde gast in televisieprogramma's, zoals Liefde voor muziek (2019), Een echte job (2020) en De Verraders (2022).
In de zomer van 2023 scoorde Kaëll weer een hit met het door Jan Leyers geschreven Wat is jouw geheim. In september van dat jaar vierde de zanger zijn veertigjarig artiestenjubileum met twee verzamelalbums en een album met nieuw werk.

## Discografie

### Albums
| Album met hitnotering(en) in de Vlaamse Ultratop 200 albums | Datum van verschijnen | Datum van binnenkomst | Hoogste positie | Aantal weken | Opmerkingen          |
| ----------------------------------------------------------- | --------------------- | --------------------- | --------------- | ------------ | -------------------- |
| Bart Kaëll                                                  | 1989                  | -                     |                 |              |                      |
| Amor amor                                                   | 1990                  | -                     |                 |              |                      |
| Mini playback                                               | 1990                  | -                     |                 |              |                      |
| Gewoon omdat ik van je hou                                  | 1991                  | -                     |                 |              |                      |
| In kleur                                                    | 1992                  | -                     |                 |              |                      |
| Dicht bij jou                                               | 1993                  | -                     |                 |              |                      |
| Het beste van Bart Kaell                                    | 1994                  | -                     |                 |              | Verzamelalbum        |
| Nooit meer alleen                                           | 1995                  | 15-04-1995            | 23              | 3            |                      |
| Dag en nacht                                                | 1997                  | 20-09-1997            | 29              | 3            |                      |
| Noord en zuid                                               | 1998                  | -                     |                 |              |                      |
| Face to face                                                | 1998                  | -                     |                 |              | met Will Tura        |
| 15 Jaar Bart Kaëll                                          | 1999                  | -                     |                 |              | Verzamelalbum        |
| Costa romantica                                             | 2001                  | 07-04-2001            | 28              | 5            | met Vanessa Chinitor |
| Het beste van Bart Kaëll - 25 jaar hits                     | 22-08-2008            | 30-08-2008            | 10              | 10           | Verzamelalbum / Goud |
| TV familie                                                  | 2010                  | -                     | -               | -            |                      |
| Hallo, hier ben ik!                                         | 15-04-2011            | 23-04-2011            | 25              | 9            |                      |
| 30                                                          | 24-05-2013            | 01-06-2013            | 15              | 29           |                      |
| In 't nieuw                                                 | 17-03-2017            | 25-03-2017            | 7               | 14           |                      |
| Onwaarschijnlijk mooi                                       | 07-06-2019            | 15-06-2019            | 7               | 10           |                      |
| 40 jaar hits!                                               | 22-09-2023            | 30-09-2023            | 6               | 16           | Verzamelalbum        |
| Mijn geheim... zit binnenin                                 | 22-09-2023            | 30-09-2023            | 42              | 1            |                      |

| Album met eventuele hitnotering(en) in de Nederlandse Album Top 100 | Datum van verschijnen | Datum van binnenkomst | Hoogste positie | Aantal weken | Opmerkingen |
| ------------------------------------------------------------------- | --------------------- | --------------------- | --------------- | ------------ | ----------- |
| In 't nieuw                                                         | 2017                  | 25-03-2017            | 38              | 1            |             |

### Singles
| Single met hitnotering(en) in de Vlaamse Ultratop 50 | Datum van verschijnen | Datum van binnenkomst | Hoogste positie | Aantal weken | Opmerkingen                                                               |
| ---------------------------------------------------- | --------------------- | --------------------- | --------------- | ------------ | ------------------------------------------------------------------------- |
| Ik weet niet wat ik doe                              | 1989                  | 02-09-1989            | 42              | 4            | Nr. 5 in de Vlaamse Top 10                                                |
| De Marie-Louise                                      | 1989                  | 13-01-1990            | 21              | 10           | Nr. 4 in de Vlaamse Top 10 Platina                                        |
| Duizend terrassen in Rome                            | 1990                  | 21-04-1990            | 12              | 11           | Nr. 2 in de Vlaamse Top 10 Platina                                        |
| Zeil je voor het eerst                               | 1990                  | 28-07-1990            | 2               | 12           | Nr. 1 in de Vlaamse Top 10 Platina                                        |
| Ik wil niet dat je gaat                              | 1990                  | 29-12-1990            | 19              | 9            | Nr. 3 in de Vlaamse Top 10                                                |
| Love me forever                                      | 1991                  | 13-04-1991            | 13              | 12           | Nr. 3 in de Vlaamse Top 10                                                |
| Mooi om te zien                                      | 1991                  | 03-08-1991            | 25              | 7            | Nr. 4 in de Vlaamse Top 10                                                |
| Isabelle                                             | 1991                  | 16-11-1991            | 38              | 4            | Nr. 7 in de Vlaamse Top 10                                                |
| Papa ik kan zingen                                   | 1992                  | 18-04-1992            | 32              | 8            | Nr. 4 in de Vlaamse Top 10                                                |
| Gek op haar                                          | 1992                  | 08-08-1992            | 31              | 5            | met Helmut Lotti Nr. 5 in de Vlaamse Top 10                               |
| Marlene                                              | 1992                  | 26-09-1992            | 13              | 13           | Nr. 1 in de Vlaamse Top 10                                                |
| Iedere keer                                          | 1992                  | 26-12-1992            | 32              | 4            | Nr. 5 in de Vlaamse Top 10                                                |
| Mooi weer vandaag                                    | 1993                  | 07-08-1993            | 21              | 10           | Nr. 2 in de Vlaamse Top 10                                                |
| Ik neem je in mijn armen                             | 1993                  | 13-11-1993            | 22              | 11           | Nr. 2 in de Vlaamse Top 10                                                |
| Sprakeloos                                           | 1994                  | 26-02-1994            | 34              | 5            | Nr. 2 in de Vlaamse Top 10                                                |
| Moeder                                               | 1994                  | 21-05-1994            | 23              | 3            | Nr. 1 in de Vlaamse Top 10                                                |
| Samen in de zon                                      | 1994                  | 23-07-1994            | 21              | 10           | Nr. 2 in de Vlaamse Top 10                                                |
| Ik laat je nooit meer alleen                         | 1995                  | 13-05-1995            | 48              | 1            | Nr. 7 in de Vlaamse Top 10                                                |
| Prinses                                              | 1995                  | 03-06-1995            | 33              | 8            | Nr. 8 in de Vlaamse Top 10                                                |
| Een, twee, drie                                      | 1995                  | 26-08-1995            | 32              | 4            | Nr. 7 in de Vlaamse Top 10                                                |
| Heb jij een vuurtje voor mij?                        | 1996                  | 25-05-1996            | 32              | 8            | Nr. 7 in de Vlaamse Top 10                                                |
| De eerste dag                                        | 1996                  | 07-09-1996            | 23              | 5            | Nr. 23 in de Radio 2 Top 30 Nr. 6 in de Vlaamse Top 10                    |
| Ik vlieg                                             | 1996                  | 23-11-1996            | 19              | 10           | Nr. 19 in de Radio 2 Top 30 Nr. 7 in de Vlaamse Top 10                    |
| Lili Marleen                                         | 1997                  | 05-04-1997            | 33              | 5            | Nr. 6 in de Vlaamse Top 10                                                |
| Stapelgek op jou                                     | 1997                  | 14-06-1997            | 35              | 5            | Nr. 7 in de Vlaamse Top 10                                                |
| Een nieuw begin                                      | 1997                  | 06-09-1997            | 47              | 2            | Nr. 9 in de Vlaamse Top 10                                                |
| Ik leg de sleutel onder de mat                       | 1997                  | 01-11-1997            | tip9            | -            | Nr. 8 in de Vlaamse Top 10                                                |
| Eenzaam zonder jou                                   | 1997                  | 31-01-1998            | 19              | 16           | met Lisa del Bo Nr. 19 in de Radio 2 Top 30 Nr. 1 in de Vlaamse Top 10    |
| 'k Heb je lief                                       | 1998                  | 11-07-1998            | 47              | 1            | Nr. 6 in de Vlaamse Top 10                                                |
| Neem me toch mee!                                    | 1998                  | 17-10-1998            | tip15           | -            | Nr. 10 in de Vlaamse Top 10                                               |
| Babylon                                              | 1999                  | 20-02-1999            | tip13           | -            | Nr. 9 in de Vlaamse Top 10                                                |
| Comme j'ai toujours envie d'aimer                    | 2001                  | 17-02-2001            | tip14           | -            | met Vanessa Chinitor                                                      |
| Beetje bij beetje...                                 | 2002                  | 20-07-2002            | 34              | 5            | Nr. 20 in de Radio 2 Top 30 Nr. 4 in de Vlaamse Top 10                    |
| Wij gaan op jacht!                                   | 2003                  | 12-07-2003            | 35              | 4            | Nr. 24 in de Radio 2 Top 30 Nr. 8 in de Vlaamse Top 10                    |
| Engelen bestaan!                                     | 2004                  | 07-08-2004            | tip15           | -            |                                                                           |
| 't Is volle maan vannacht                            | 2006                  | 15-07-2006            | 27              | 7            | Nr. 18 in de Radio 2 Top 30 Nr. 7 in de Vlaamse Top 10                    |
| Waar zijn de piraten                                 | 2007                  | 09-06-2007            | tip19           | -            | Nr. 8 in de Vlaamse Top 10                                                |
| Dansen in Bahia                                      | 04-07-2008            | 19-07-2008            | 6               | 8            | Nr. 19 in de Radio 2 Top 30 Nr. 1 in de Vlaamse Top 10                    |
| Donder en bliksem                                    | 20-07-2009            | 29-08-2009            | 29              | 7            | Nr. 4 in de Vlaamse Top 10                                                |
| Hallo goeie morgen!                                  | 11-06-2010            | 26-06-2010            | 30              | 5            | Nr. 2 in de Vlaamse Top 10                                                |
| Mee met de wind                                      | 04-10-2010            | 27-11-2010            | 50              | 1            | Nr. 5 in de Vlaamse Top 10                                                |
| Elke dag een beetje mooier                           | 04-02-2011            | 06-02-2011            | 39              | 4            | Nr. 20 in de Radio 2 Top 30 Nr. 3 in de Vlaamse Top 10                    |
| 't Is nog niet voorbij                               | 30-05-2011            | 25-06-2011            | tip13           | -            | Nr. 2 in de Vlaamse Top 10                                                |
| Beetje gek                                           | 23-09-2011            | 08-10-2011            | tip28           | -            | Nr. 3 in de Vlaamse Top 10                                                |
| Kap'tein                                             | 20-04-2012            | 12-05-2012            | 40              | 4            | Nr. 1 in de Vlaamse Top 10                                                |
| Dromendans                                           | 2012                  | 27-10-2012            | 48              | 2            | Nr. 1 in de Vlaamse Top 10                                                |
| Onder de blauwe lucht van Parijs                     | 2012                  | 22-12-2012            | tip89           | -            | met Mieke                                                                 |
| Onder de blote hemel                                 | 2013                  | 04-05-2013            | tip10           | -            | Nr. 3 in de Vlaamse Top 10                                                |
| Met z'n tweetjes                                     | 2013                  | 27-07-2013            | tip10           | -            | Nr. 3 in de Vlaamse Top 10                                                |
| Zondagmorgen                                         | 2013                  | 01-11-2013            | tip34           | -            |                                                                           |
| 't Is te vroeg                                       | 2014                  | 31-01-2014            | tip56           | -            |                                                                           |
| Het is feest!                                        | 2014                  | 14-06-2014            | tip8            | -            | Nr. 2 in de Vlaamse Top 10                                                |
| Zeg hallo                                            | 2015                  | 09-05-2015            | tip23           | -            | Nr. 7 in de Vlaamse Top 50                                                |
| Omdat ik Vlaming ben                                 | 2015                  | 04-07-2015            | tip51           | -            | met Willy Sommers, Garry Hagger en De Romeo's Nr. 33 in de Vlaamse Top 50 |
| Chez Laurette                                        | 2015                  | 12-12-2015            | tip67           | -            |                                                                           |
| C'est si bon                                         | 2016                  | 04-06-2016            | tip11           | -            | Nr. 8 in de Vlaamse Top 50                                                |
| Ik kan het niet geloven                              | 2017                  | 28-01-2017            | tip19           | -            | Nr. 10 in de Vlaamse Top 50                                               |
| Peizde nog aan mij?                                  | 2017                  | 06-05-2017            | tip25           | -            | Nr. 13 in de Vlaamse Top 50                                               |
| Op mijn fiets                                        | 2017                  | 15-07-2017            | tip4            | -            | Nr. 3 in de Vlaamse Top 50                                                |
| Hoog boven de bergen                                 | 2017                  | 14-10-2017            | tip19           | -            | Nr. 10 in de Vlaamse Top 50                                               |
| Lichaamstaal                                         | 2018                  | 17-02-2018            | tip23           | -            | Nr. 10 in de Vlaamse Top 50                                               |
| We doen het morgen wel                               | 2018                  | 19-05-2018            | tip             | -            | Nr. 36 in de Vlaamse Top 50                                               |
| Avond                                                | 2018                  | 01-09-2018            | tip20           | -            | met Luc Appermont Nr. 10 in de Vlaamse Top 50                             |
| Annelies uit Sas van Gent (Live)                     | 2019                  | 27-04-2019            | tip             | -            | Uit Liefde voor muziek Nr. 35 in de Vlaamse Top 50                        |
| Onwaarschijnlijk mooi (Live)                         | 2019                  | 11-05-2019            | tip20           | -            | Uit Liefde voor muziek Nr. 15 in de Vlaamse Top 50                        |
| Ik laat me verleiden (Live)                          | 2019                  | 18-05-2019            | tip             | -            | Uit Liefde voor muziek                                                    |
| Ik zeg het met mijn hart (Live)                      | 2019                  | 25-05-2019            | tip             | -            | Uit Liefde voor muziek                                                    |
| Ik moet je nog wat zeggen                            | 2019                  | 22-06-2019            | tip8            | -            | Nr. 9 in de Vlaamse Top 50                                                |
| Laat me liggen                                       | 2019                  | 05-10-2019            | tip25           | -            | Nr. 13 in de Vlaamse Top 50                                               |
| Geen wonder dat ik ween                              | 2020                  | 07-03-2020            | tip35           | -            | Nr. 16 in de Vlaamse Top 50                                               |
| Chachacha                                            | 2020                  | 08-08-2020            | 46              | 3            | Nr. 5 in de Vlaamse Top 50                                                |
| Wat is jouw geheim                                   | 2023                  | 17-06-2023            | 44              | 5            | Nr. 9 in de Vlaamse Top 50                                                |

### Overige singles
- Symfonie (1983, Nr. 4 in de Vlaamse Top 10)
- Hello it's me (1983)
- Ze zeggen (1984, Nr. 7 in de Vlaamse Top 10)
- Op mijn eiland (1985, Nr. 8 in de Vlaamse Top 10)
- Snel rijen is zo dom als snel vrijen (1985)
- It starts with a kiss (1985)
- Pourquoi t'oublies pas? (1986)
- Een vogel ver van huis (1986, Nr. 7 in de Vlaamse Top 10)
- La Mamadora (1986, Nr. 1 in de Vlaamse Top 10)
- L'amore datomi (1986, Nr. 5 in de Vlaamse Top 10)
- Carrousel (1987, Nr. 1 in de Vlaamse Top 10)
- Two in love (1987, Nr. 2 in de Vlaamse Top 10)
- Amor amor (1987, Nr. 4 in de Vlaamse Top 10)
- Geloof in jezelf (1988, Nr. 4 in de Vlaamse Top 10)
- Elke keer een beetje meer (1988, Nr. 3 in de Vlaamse Top 10)
- De schok van mijn leven (1993, Nr. 8 in de Vlaamse Top 10)
- Hou me vast (1994, Nr. 5 in de Vlaamse Top 10)
- Jongen (1998)
- Calypso (1999)
- Annemieke (1999, Nr. 10 in de Vlaamse Top 10)
- Sympathique (Lekker lui) (2000)
- I got you babe (2001, duet met Vanessa Chinitor)
- Weer naar zee (2001, duet met Vanessa Chinitor)
- Kris en Yves gaan bouwen! (2010)
- Vlucht over zee (2019)
- Zomerlief (2021, Nr. 16 in de Vlaamse Top 30)
- Eén uit duizend (2022, Nr. 15 in de Vlaamse Top 30)
- Rudolf het gekke rendier (2022)
- Winter van ons leven (2023, Nr. 9 in de Vlaamse Top 30)
- Shalala (2024, Nr. 8 in de Vlaamse Top 30)

## Prijzen
- 1982: Publieksprijs Baccara-beker.
- 1984: Radio 2 Zomerhit - Beste solo debuut (categorie afgeschaft in 1998).
- 1990: Gouden Oog voor beste zanger.
- 2006: Radio 2 Zomerhit - Beste ambiancemaker (speciale eenmalige prijs).
- 2013: Gouden plaat voor 30 jaar carrière.
- 2013: Radio 2 Eregalerij voor een leven vol muziek.
- 2014: Radio 2 Zomerhit - Beste ambiance.

## Televisie
- Het Huis (2024) - als zichzelf
- Starstruck (2023) - als jurylid
- The Big Bang (2023) - samen met Ann Van Elsen
- Echte verhalen: de Buurtpolitie VIPS (2022)
- Code van Coppens (2021-2022) - samen met Julie Van den Steen (2021) en Luc Appermont (2022)
- 10 om te zien (2022)
- De Verraders (2022) - als deelnemer
- The Masked Singer (2022) - gastjurylid
- Eenmaal Andermaal (2021)
- Is er een dokter in de zaal? (2021)
- Veel tamtam (2020)
- De zomer van (2020)
- Gert Late Night (2017-2019)
- Twee tot de zesde macht (2019)
- Studio Tarara (2019)
- Wat een Jaar! (2018)
- Tegen de sterren op (2018)
- Allemaal Chris (2017)
- Vlaanderen muziekland (2010-2014)
- Vroeger of later? (2012)
- Vrienden Van de Veire (2012)
- De klas van Frieda (2011-2012)
- Zot van Vlaanderen (2011)
- Masterchef (2010)

## Privé
In 2010 bevestigde Bart Kaëll na jarenlange geruchten dat hij homoseksueel is. Hij heeft een vaste relatie met presentator Luc Appermont.
Op 28 september 2018, tijdens hun gemeenschappelijke zaalshow Bart & Luc intiem, werd bekendgemaakt dat Kaëll en Appermont al sedert 2015 met elkaar waren gehuwd. Het koppel was daarvoor al tientallen jaren samen. Verder was het koppel ook te zien in het VTM-programma Luc & Bart - Een paar apart, waarin ze o.a. op huwelijksreis zijn geweest.